# (29491) Pfaff
(29491) Pfaff (1997 WB1) – planetoida z pasa głównego asteroid okrążająca Słońce w ciągu 4,28 lat w średniej odległości 2,63 j.a. Odkryta 23 listopada 1997 roku.